# Dilleniidae
Dilleniidae is een botanische naam in de rang van onderklasse. De naam is gevormd uit de familienaam Dilleniaceae.
Het Cronquist-systeem (1981) gebruikt de naam voor een van de zes groepen in wat Cronquist de Magnoliopsida noemt (=dicotylen).

## Beschrijving
Planten in een of meer opzichten meer geavanceerd dan de Magnoliidae; stuifmeelkorrels triaperturtaat (met drie openingen) of hiervan afgeleid, zaadlobben niet meer dan twee, meeldraden niet bandvormig, gewoonlijk met duidelijke helmknop en -draad, planten produceren zelden benzylisoquinoline of aporfine alkaloïden, wel vaak andere alkaloïden, looistoffen, betalaïnes, mosterdoliën of iridoïde bestanddelen.
Bloemen gewoonlijk goed ontwikkeld en met duidelijk bloemdek, indien dit niet het geval is, gegroepeerd in tweeslachtige pseudanthia of met vele zaden op wandstandige placenta's, zelden met alle kenmerken van de Hamamelidae zoals boven beschreven, pollenkorrels met gevarieerde architectuurtypes, zelden echter met porie of korrelvormige infrastructuur.
Bloemen met losse bloembekleedsels, zelden zonder bloembekleedsels of vergroeidbladig, indien vergroeidbladig gewoonlijk meer meeldraden dan kroonslippen, of met bitegmische of crassinucellaire zaadknoppen, zaadknoppen zeer zelden met integumentair tapetum, vruchtbladen 1 tot vele, vrij of vaker vergroeid in een samengestelde stamper, planten vaak met looistoffen of betalaïnes of mosterdoliën.
Meeldraden, indien zeer vele, gewoonlijk geïnitieerd in centrifugale (zelden centripetale) volgorde, placenta verschillend, vaak wandstandig, of vrij-centraal of basaal, maar soms ook hoekstandig, soorten met weinig meeldraden en hoekstandige placentatie gewoonlijk verscheidene tot vele zaadknoppen per zaadhok, of met een vergroeidbladige kroon of beide.
Planten zonder betalaïnes en de placenta is gewoonlijk zelden (behalve bij de Primulales) vrij-centraal of basaal, planten gewoonlijk met mosterdoliën of iridoïde bestanddelen of looistoffen, pollenkorrels gewoonlijk binucleaat (opvallende uitzondering Brassicaceae), zaadknoppen verscheiden, maar zelden campylotroop of amfitroop, behalve in de Capparales, planten zowel kruidachtig als houtig, veel bomen, bloembekleedsels los of vergroeidbladig, bijna altijd aanwezig, zaden zeer zelden met perisperm, plastiden in zeefvaten van het S-type, nooit zoals in de Caryophyllales.

## Classificatie
De 22ste druk van de Heukels' Flora van Nederland (1996) volgt Cronquist (of liever een licht aangepaste versie van dit systeem) en geeft als classificatie voor deze groep de volgende onderverdeling, echter onder de naam Dilleniiflorae
- superorde Dilleniiflorae
orde Batales
orde Capparales
orde Diapensiales
orde Dilleniales
orde Ebenales
orde Ericales
orde Lecythidales
orde Malvales
orde Nepenthales
orde Primulales
orde Salicales
orde Theales
orde Violales

De 23ste druk van de Heukels (2005) gebruikt echter het APG II-systeem (of liever een licht aangepaste versie van dit systeem) en daarin bestaat deze groep niet: het blijkt een buitengewoon "slechte" groep. De planten uit deze groep worden daar verdeeld over de Rosiden en Asteriden.